# Limhamns distrikt
Limhamns distrikt är ett distrikt i Malmö kommun och Skåne län. 
Distriktet ligger i södra Malmö. 

## Tidigare administrativ tillhörighet
Distriktet inrättades 2016 och utgörs av en del av området som till 1971 utgjorde Malmö stad och före 1915 en del av Limhamns köping och före 1906 en del av Hyllie socken.
Området motsvarar den omfattning Limhamns församling hade 1999/2000 och fick 1969 efter utbrytning av en nybildad Hyllie församling.